# ويلمر فيلدز
ويلمر فيلدز (بالإنجليزية: Wilmer Fields)‏ هو لاعب كرة قاعدة أمريكي، ولد في 2 أغسطس 1922 في ماناساس في الولايات المتحدة، وتوفي بنفس المكان في 4 يونيو 2004.

## وصلات خارجية
- ويلمر فيلدز على موقعبيزبول رفرنس.كوم (الدوري الرئيسي) (الإنجليزية)
- ويلمر فيلدز على موقعبيزبول رفرنس.كوم (الدوري الثانوي) (الإنجليزية)